# Treron bicinctus
El vinago bicinta (Treron bicinctus) es una especie de ave columbiforme de la familia Columbidae.

## Descripción

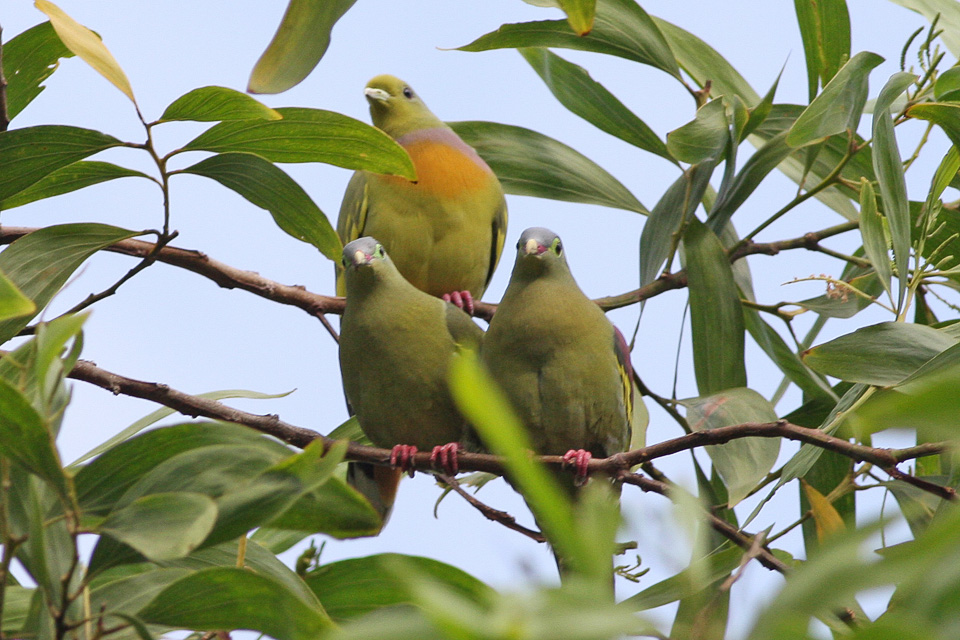
Un vinagro bicinta —arriba— y dos vinagos piquigruesos (T. curvirostra) en Phuket.

La especie es similar en apariencia a otras palomas verdes incluyendo el vinago patigualdo (T. phoenicopterus) y vinago de los Ghats (T. affinis), pero no tiene color granate en la alas. El macho no tiene ninguna mancha gris en la cabeza, pero tiene una estrecha franja lila en la parte superior del pecho con una raya naranja más amplia abajo. Los coberteras bajo la cola son marrón canela con plumas más largas con bordes amarillos. La cola es de color gris arriba con una amplia franja oscura a los lados. Las hembras son de color amarillo en las partes inferiores y carecen de las franjas anaranjadas o lilas. Las coberteras bajo la cola tienen tonos canela pálidos con manchas verdosas. No obstante, la cola superior tiene plumas centrales con tonos grises en lugar de verde como las hembras de T. affinis o el vinago de Ceilán (T. pompadora). La subespecie cingalesa (T. b. leggei) es un poco más pequeña en la longitud del ala, pero por lo demás es similar. Otras poblaciones que han sido nombrados como subespecies incluyen domvilii (Swinhoe, 1870) de la isla de Hainan y javana Robinson y Kloss, 1923 de Java y Bali. La población praetermissa de Tailandia suele incluirse en la subespecie nominal.

## Hábitat y distribución
El vinago bicinta prefiere vivir en los bosques y se encuentra ampliamente distribuido en el Terai y en la parte baja de los Himalayas al sur (por debajo de los 1500 m), principalmente en el Ghats occidentales y orientales y en los bosques de Sri Lanka, no muy lejos de la costa. Se encuentra en Birmania, Tailandia, la península de Malaca, Vietnam, Java y Hainan. Se sospecha que algunos vagabundos de migraciones estacionales se han observado en lugares tan al oeste como Sind.

## Comportamiento y ecología

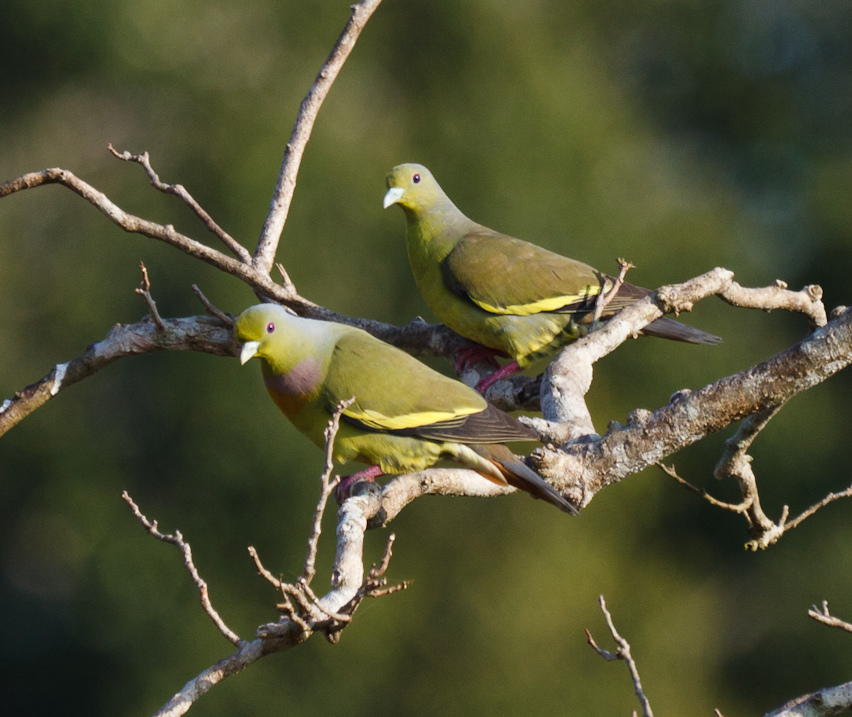
Una pareja en el parque nacional Wilpattu (Sri Lanka).

Suelen aparecer en solitario o en pequeños grupos. Su vuelo es rápido y directo, con aleteos regulares y un fuerte chasquido ocasional de las alas que son característicos de las palomas en general. Se alimentan de semillas y frutos de una amplia variedad de plantas y frecuentemente se unen a otros frugívoros en higueras; se alimenta caminando lentamente a lo largo de las ramas. Son conocidos por alimentarse de  nuez vómica, cuyos frutos son tóxicos para los mamíferos. Se observan ocasionalmente en el suelo.
Su llamado es una serie sostenida de graves silbidos modulados sin sentido. Los machos luchan entre sí durante la temporada de reproducción, se bofetean unos a otros con sus alas y con picotazos entre sí. La temporada de reproducción en la India es desde marzo hasta septiembre, pero principalmente antes de junio. En Sri Lanka, se reproducen principalmente de diciembre a mayo. El nido es la típica plataforma frágil de unas cuantas ramas en la que la hembra pone dos huevos blancos. Ambos sexos incuban y los huevos eclosionan en aproximadamente 12 a 14 días.